# Johannes van Würzburg
Johannes van Würzburg was een Frankische geestelijke die van 1160 tot 1170 een bedevaart maakte naar het Heilige Land en daar een pelgrimsverslag over schreef in het Latijn.
Over zijn leven zijn verder nauwelijks gegevens bekend. Het werk, voor het eerst in 1721 gedrukt als Descriptio Terrae Sanctae, vermeldt een socius en domesticus Dietricus.
Interessant zijn de topografische gegevens die Würzburg verstrekt over Jeruzalem in de tijd tussen de Tweede en de Derde Kruistocht. Hij vermeldde de talrijke christelijke naties in de heilige stad en hun onderlinge rivaliteit. Zelf bestreed hij dat de Fransen de hoofdverdienste toekwam voor de verovering van 1099 en verdedigde hij de prestaties van de Duitse ridders (die hij Francones noemde).

## Uitgaven
- Robert B.C. Huygens (red.), Peregrinationes tres, Brepols, Turnhout, 1994 (= Corpus Christianorum/Continuatio mediaevalis, 139), S. 78–141.
- F. Khull, Zweier deutscher Ordensleute Pilgerfahrt nach Jerusalem , Graz, 1895, blz. 106-156